# Tour de Vendée 2006
La 35e édition du Tour de Vendée  a eu lieu le jeudi 25 mai 2006. Il s'agit de la onzième des quatorze épreuves de la Coupe de France de cyclisme sur route 2006, inscrite en catégorie 1.1 au calendrier de l'UCI Europe Tour. Elle est remportée par le coureur espagnol Mikel Gaztañaga de l'équipe Atom.

## Classement final
|    | Coureur             | Pays    | Équipe                |    | Temps           |
| -- | ------------------- | ------- | --------------------- | -- | --------------- |
| 1  | Mikel Gaztañaga     | Espagne | Atom                  | en | 4 h 53 min 46 s |
| 2  | Jimmy Casper        | France  | Cofidis               |    | m.t.            |
| 3  | Sébastien Hinault   | France  | Crédit agricole       |    | m.t.            |
| 4  | Lloyd Mondory       | France  | AG2R La Mondiale      |    | m.t.            |
| 5  | Jonas Ljungblad     | Suède   | Unibet.com            |    | m.t.            |
| 6  | Matthieu Ladagnous  | France  | La Française des Jeux |    | m.t.            |
| 7  | Lénaïc Olivier      | France  | Agritubel             |    | m.t.            |
| 8  | Cédric Hervé        | France  | Bretagne-Jean Floc'h  |    | m.t.            |
| 9  | Ludovic Auger       | France  | La Française des Jeux |    | m.t.            |
| 10 | Stéphane Bonsergent | France  | Bretagne-Jean Floc'h  |    | m.t.            |